# Euskaltzaindia
L'Euskaltzaindia, en català Reial Acadèmia de la Llengua Basca, és la institució acadèmica oficial que regula les normatives (gramàtiques, diccionaris, etc.) del basc.

## Història
Va ser fundada el 1919 per les quatre diputacions provincials: Araba, Biskaia, Guipúscoa i Navarra. El seu símbol és un roure i el lema Ekin eta Jarrai («Començar i Seguir»). Està oficialment reconeguda pels Estats de França (1995) i Espanya (1976). Des de 1920, publica anualment la revista Euskera per difondre la seva activitat.
Des del 26 de desembre de 1976 va passar a denominar-se Reial Acadèmia, sent reconeguda per l'Estat d'autonomia basc de 1979. Des del 1979, passà a ser considerada Institució Consultiva Oficial de l'Euskera. I el 1986, Navarra la va reconèixer oficialment en les seues lleis forals.

## Organització interna
Es divideix en diverses comissions que treballen en forma independent però coordinada: 
- Comissió de lexicografia.
- Comissió de gramàtica.
- Comissió per a l'elaboració d'un atles lingüístic (on es veu la distribució dels diferents dialectes).
- Comissió d'onomàstica.
- Comissió de literatura.
- Comissió de llengua oral.

## Objectius i activitats
La seva tasca ha servit sobretot per a consolidar l'euskera batua, el basc unificat que es fa servir com a estàndard. Aquesta és la llengua que es fa servir a les ikastoles, escoles basques, a gran part de les escoles d'Euskal Herria i als mitjans de comunicació, i ha possibilitat el resorgiment de l'idioma després de la dictadura franquista.

## Nom de la llengua
La forma euskera (dels dialectes guipuscoà, biscaí i alt-navarrès) és més usada que el terme basc entre els castellanoparlants bascos i és l'adoptada en el Diccionari de la Reial Acadèmia Espanyola. En canvi, en batua se l'anomena únicament euskara (la més comuna en els dialectes centrals). També, segons la regió, se l'anomena euskala, eskuara, eskuera, eskara, eskera, eskoara, euskiera, auskera, oskara, uskera, uskaa, uska o üskara.

## Acadèmics destacats
- Bernardo Atxaga
- Resurrección María Azkue
- Koldo Mitxelena
- Lourdes Oñederra

## Presidents[4]
- Resurrección María de Azkue (1919-1951)
- Ignazio Maria Etxaide (1952-1962)
- Jose Maria Lojendio (1963-1964)
- Manuel de Lekuona (1967-1970)
- Luis Villasante (1970-1988)
- Jean Haritschelhar (1989-2004)
- Andres Urrutia (2005-)